# 400193 Castión
400193 Castión è un asteroide della fascia principale. Scoperto nel 2006, presenta un'orbita caratterizzata da un semiasse maggiore pari a 2,6401048 au e da un'eccentricità di 0,2910938, inclinata di 12,50769° rispetto all'eclittica.
L'asteroide prende il nome (in dialetto locale) dalla città emiliana di Castiglione dei Pepoli.